# Frederikssund
 Denne artikel handler om selve byen Frederikssund. Ordet Frederikssund bruges ofte også som en kort betegnelse for Frederikssund Kommune.
Frederikssund er en stationsby i Nordsjælland med 17.583 indbyggere  (2025) ved Roskilde Fjord. Byen ligger i Frederikssund Kommune og Region Hovedstaden. I 1652 blev Frederikssund navngivet efter den siddende konge, Frederik III, og fik købstadsrettigheder i 1810. Frederikssund var tidligere ladeplads for Slangerup.
Byen er kendt for det årlige Vikingespil, som er et stort udendørs teater, og J.F. Willumsens museum. Forbindes med Hornsherred via Kronprinsesse Marys Bro og Kronprins Frederiks Bro, indviet i 2019 og 1935. S-tog til København fra 1989. Til kommunalreformen 2007 var byen en del af Frederiksborg Amt.

## Historie
Frederikssund var ladeplads for købstaden Slangerup og opstod, da Frederik II den 14. maj 1578 gav borgerne, som efter sagnet skal have stået i forbindelse med Isefjorden gennem vigen og senere åløbet forbi Græse Mølle, en forbindelse, der efterhånden var bleven tilstoppet, frihed til at gøre oplag med deres varer på bakken ved Udesundby eller, som stedet kaldtes, Sundby Færge. Stedet benyttedes meget af Frederik II, idet han lod en stor del af materialerne til Frederiksborg Slot, føre til Sundby Færge, hvorfra de besørgedes videre af bønderne. Senere skal byen være kaldt Falkenberg, men hvorfra dette navn stammer, vides ikke.

### Under enevælden
Navnet Frederikssund skal stamme fra Frederik III’s tid, da byen 1665 fik toldstedsret og købstadsrettigheder, og den begyndte efterhånden at kappes med sin moderby, Slangerup. Under Christian VI blev byen i 1744 henlagt til Udesundby kirke i stedet for til Slangerup kirke. I 1809 ophævedes Slangerup, under hvis byfoged Frederikssund hidtil havde stået, som særegen købstadskommune, og Frederikssund fik sin egen byfoged. Fra et par hundrede indbyggere ved det 19. århundredes begyndelse voksede den jævnt, en betydelig udvidelse fik den ved foreningen med Udesundby, og anlægget af broen til Horns Herred samme år, forbedringen af havnen og endelig anlæg af en jernbane har alt sammen bidraget til dens opkomst.

### Den tidlige industrialisering
Ved Lov af 12. april 1867 henlagdes størstedelen af landsbyen Udesundby (500 à 600 indbyggere) under Frederikssund købstad (grænserne fastsattes af Indenrigsministeriet ved bekendtgørelse af 3. august 1867). Den øvrige del af Udesundby Sogn i Lynge-Frederiksborg Herred, det såkaldte "Udesundby Landdistrikt", hørte med hensyn til fattigvæsen og skolevæsen under Frederikssund, til hvis kirke indbyggerne fremdeles søgte, men havde i andre kommunale anliggender sit eget distriktsråd.
I 1868 blev der i stedet for færgeforbindelsen mellem Horns Herred og Frederikssund anlagt en Pontonbro over Roskilde Fjord, Kronprins Frederiks Bro, åbnet den 3. juni 1868.
Frederikssundbanen blev åbnet 17. juni 1879.
Havnen undergik i anden halvdel af 1800-tallet flere forandringer og forbedringer.
Frederikssunds befolkning var stigende i slutningen af 1800-tallet og begyndelsen af 1900-tallet: 612 i 1850, 679 i 1855, 763 i 1860, 1.306 i 1870, 1.506 i 1880, 1.828 i 1890, 2.302 i 1901, 2.425 i 1906 og 2.514 i 1911.
Omkring midten af 1800-tallet havde Frederikssund ni brændevinsbrænderier og to garverier. I 1869 havde byen af fabrikker og industrielle anlæg: 4 brændevinsbrænderier, 2 garverier, 1 klædefabrik med uldspinderi, farveri og stampeværk. Omkring århundredeskiftet havde byen af fabrikker og industrielle anlæg 1 uldspinderi, 1 savskæreri, 1 andelssvineslagteri, 1 mineralvandsfabrik. Byen havde 2 hoteller og flere gæstgiverier.
Efter næringsveje fordelte folkemængden 1890 sig i følgende grupper: 659 levede af håndværk og industri, 515 af handel og omsætning, 293 af immateriel virksomhed, 90 var jordbrugere, 35 fiskere, 11 søfarende, 4 gartnere, 104 levede af andre erhverv, 82 af deres midler, 29 nød almisse, og 6 hensad i fængsel. Ifølge en opgørelse i 1906 var indbyggertallet 2.425, heraf ernærede 197 sig ved immateriel virksomhed, 104 ved landbrug, skovbrug og mejeridrift, 37 ved fiskeri, 1.127 ved håndværk og industri, 547 ved handel med mere, 209 ved samfærdsel, 88 var aftægtsfolk, 64 levede af offentlig understøttelse og 52 af anden eller uangiven virksomhed.

### Mellemkrigstiden
Gennem mellemkrigstiden var Frederikssunds indbyggertal voksende: i 1921 2.967, i 1925 3.117, i 1930 3.186, i 1935 3.243, i 1940 3.246 indbyggere. Men samtidig skete der en vækst i forstæder Oppe Sundby i Oppe Sundby Kommune og Engbæk i Ude Sundby Landdistrikt, hvor der bosatte sig en række personer med arbejde i Frederikssund.
| År                          | 1921  | 1925  | 1930  | 1935  | 1940  |
| --------------------------- | ----- | ----- | ----- | ----- | ----- |
| Frederikssund købstad       | 2.967 | 3.117 | 3.186 | 3.243 | 3.246 |
| Oppe Sundby                 | -     | 363   | 401   | 671   | 616   |
| Engbæk                      | -     | -     | 345   | 340   | 372   |
| Frederikssund med forstæder | 2.967 | 3.480 | 3.932 | 4.254 | 4.234 |

Ved folketællingen i 1930 havde Frederikssund 3.186 indbyggere, heraf ernærede 250 sig ved immateriel virksomhed, 1.302 ved håndværk og industri, 607 ved handel mm, 328 ved samfærdsel, 159 ved landbrug, skovbrug og fiskeri, 196 ved husgerning, 287 var ude af erhverv og 57 havde ikke oplyst indkomstkilde.
| Næringsveje                 | Landbrug m.v. | Håndværk, industri | Handel og omsætning | Transport | Immateriel virksomhed | Hus- gerning | Ude af erhverv | Uangivet | I alt |
| --------------------------- | ------------- | ------------------ | ------------------- | --------- | --------------------- | ------------ | -------------- | -------- | ----- |
| Frederikssund købstad       | 159           | 1.302              | 607                 | 328       | 250                   | 196          | 287            | 57       | 3.186 |
| Oppe Sundby                 | 16            | 202                | 49                  | 59        | 11                    | 13           | 39             | 1        | 401   |
| Engbæk                      | 63            | 169                | 34                  | 25        | 7                     | 30           | 13             | 4        | 345   |
| Frederikssund med forstæder | 238           | 1.673              | 690                 | 412       | 268                   | 244          | 345            | 62       | 3.932 |

### Efterkrigstiden
Efter 2. verdenskrig fortsatte Frederikssund sin befolkningsvækst. I 1945 boede der 3.557 indbyggere i købstaden, i 1950 4.143 indbyggere, i 1955 5.213 indbyggere, i 1960 5.722 indbyggere og i 1965 6.805 indbyggere. Forstadskommunen Ude Sundby landdistrikt var blevet så udbygget, at den i sin helhed blev indlemmet 1. april 1951.
| År                          | 1945  | 1950  | 1955  | 1960  | 1965  |
| --------------------------- | ----- | ----- | ----- | ----- | ----- |
| Frederikssund købstad       | 3.557 | 4.143 | 5.213 | 5.722 | 6.805 |
| Oppe Sundby                 | 651   | 799   | 1.039 | 1.232 | 1.716 |
| Engbæk                      | 410   | 460   | *     | *     | *     |
| Frederikssund med forstæder | 4.618 | 5.402 | 6.252 | 6.954 | 8.521 |

* indlemmet i købstaden pr. 1. april 1951
Byudviklingen bevirkede, at der blev nedsat et byudviklingsudvalg, som udarbejdede en byudviklingsplan for Frederikssund-egnen omfattende både købstaden, forstadskommunen og flere landkommuner.
- Frederikssund omkring 1900
- Frederikssund Kirke
- Frederikssund Havn med dampskibet Skjelskør og vikingeskibet Sif-Ege

## Kultur
Byens bibliotek er en del af sammenslutningen Frederikssund Bibliotekerne.